# Деліон-Спрінгс (Флорида)
Деліон-Спрінгс (англ. DeLeon Springs) — переписна місцевість (CDP) в США, в окрузі Волусія штату Флорида. Населення — 2619 осіб (2020).

## Географія
Деліон-Спрінгс розташований за координатами 29°7′2″ пн. ш. 81°21′6″ зх. д. / 29.11722° пн. ш. 81.35167° зх. д. (29.117225, -81.351701).  За даними Бюро перепису населення США в 2010 році переписна місцевість мала площу 6,88 км², уся площа — суходіл.

## Демографія
Згідно з переписом 2010 року, у переписній місцевості мешкало 2614 осіб у 827 домогосподарствах у складі 628 родин. Густота населення становила 380 осіб/км².  Було 927 помешкань (135/км²).
Расовий склад населення:
| - 69,9 % — білих - 5,8 % — чорних або афроамериканців - 1,0 % — азіатів - 0,3 % — корінних американців - 0,2 % — вихідців з тихоокеанських островів - 20,5 % — осіб інших рас |

До двох чи більше рас належало 2,2 %. Частка іспаномовних становила 44,3 % від усіх жителів.
За віковим діапазоном населення розподілялося таким чином: 28,1 % — особи молодші 18 років, 58,7 % — особи у віці 18—64 років, 13,2 % — особи у віці 65 років та старші. Медіана віку мешканця становила 35,4 року. На 100 осіб жіночої статі у переписній місцевості припадало 107,1 чоловіків;  на 100 жінок у віці від 18 років та старших — 102,4 чоловіків також старших 18 років.
Середній дохід на одне домашнє господарство  становив 57 274 долари США (медіана — 50 465), а середній дохід на одну сім'ю — 60 175 доларів (медіана — 51 157). За межею бідності перебувало 23,3 % осіб, у тому числі 64,1 % дітей у віці до 18 років та 10,3 % осіб у віці 65 років та старших.
Цивільне працевлаштоване населення становило 592 особи. Основні галузі зайнятості: освіта, охорона здоров'я та соціальна допомога — 22,3 %, виробництво — 19,4 %, будівництво — 18,4 %.